# Andkær
|  | Andkær er også en bebyggelse i Bovense Sogn, Nyborg Kommune |
Andkær er en landsby i Sydøstjylland med 361 indbyggere  (2024). Andkær er beliggende fire kilometer vest for Brejning, fire kilometer nordvest for Børkop og otte kilometer sydøst for Vejle. Byen ligger i Vejle Kommune og er beliggende i Region Syddanmark. Den hører til Gauerslund Sogn.

## Munkebjerg Friskole
I Andkær oprettes også Munkebjerg Friskole, der modtager sine første elever i august 2021. Friskolen overtager de eksisterende skolebygninger fra Fælleshåbsskolen, som flytter deres indskoling til Gauerslund i 2021.

## Offentlige personer fra Andkær
Sanger/sangskriver Malte Ebert kommer også fra Andkær.